# René Steichen
René Steichen, né le 27 novembre 1942 à Diekirch, est un homme politique et juriste luxembourgeois.
Membre du Parti populaire chrétien-social (CSV), Steichen obtient son premier mandat en tant que maire de Diekirch (1974-1984). Il entre à la Chambre des députés en 1979. En 1984, il entre au gouvernement en tant que Secrétaire d'État ; à ce titre, il siège jusqu'en 1989, quand il est promu ministre de l'Agriculture, de la Viticulture et du Développement rural. En 1992, il devient Commissaire européen, chargé de l'Agriculture et du Développement rural, dans la Commission Delors III. Il y reste jusqu'en 1995, quand il est remplacé comme commissaire européen luxembourgeois par Jacques Santer, qui est nommé Président de la Commission européenne.
Il est nommé membre du conseil d'administration de SES le 1er juin 1995. De avril 1996 à fin 2013, il préside le conseil d'administration de SES, S. A., le plus grand opérateur de télévision par satellite et la composante la plus importante de l'index LuxX de la Bourse de Luxembourg. Atteint par la limite d'âge, il cède la présidence à Romain Bausch le 1er janvier 2014.